# David Ball (Musiker, 1959)
David „Dave“ Ball (* 3. Mai 1959 in Blackpool, Lancashire) ist ein britischer Produzent und Musiker. Auf Plattencovern wird David Ball meistens als „Dave Ball“ bezeichnet. Zusammen mit Marc Almond gründete er im September 1980 die Musikgruppe Soft Cell. Zu ihren großen Erfolgen gehört u. a. Tainted Love (1981). Gemeinsam mit seiner Frau Gini Ball und Marc Almond wirkte Ball 1982 auch an der ersten LP der britischen Industrial-Kultband Psychic TV mit.

## Leben
David Ball studierte an der Leeds Polytechnic Fine Arts University, der heutigen Leeds Metropolitan University, und experimentierte seinerzeit mit elektronischer Klangerzeugung und Synthesizern. Dort traf er auch seinen Kommilitonen Marc Almond, der von Balls einzigartigen Aufnahmen avantgardistischer elektronisch erzeugter Geräusche angeregt, Ball bat, ihn bei der Entwicklung der Musik für seine künstlerischen Aufführungen zu unterstützen.
Die beiden nahmen – finanziert von Ball – eine Single mit dem Titel Mutant Moments mit vier Musikstücken auf, was ihnen einen Vertrag mit dem kleinen Label Some Bizzare Records eintrug. In der Zusammenarbeit mit Almond, der zu jener Zeit sowohl Lead-Sänger als auch der hauptsächliche Verfasser der Liedtexte war, ergab sich kurzfristig mit der Coverversion von Gloria Jones’ Tainted Love ein Riesenerfolg, der zum Nummer-1-Hit in 17 verschiedenen Ländern wurde, in den Vereinigten Staaten auf Platz 8 kletterte und 43 Wochen in den Charts blieb. Das war zu jener Zeit ein im Guinness-Buch geführter Rekord für eine lang andauernde und sehr hohe Notierung in der Verkaufshitparade. In Großbritannien war es die bestverkaufte Single seit 1980.
Soft Cell blieb eine der wichtigsten und erfolgreichsten Musikgruppen in Großbritannien, es folgten eine Reihe von Singles, die alle in den UK Top 5 landeten. Zwei weitere Alben, die von Ball arrangiert worden waren, wurden in Großbritannien ebenfalls große Erfolge. 1983 trennte sich das Duo und begann kurz vor Veröffentlichung des dritten Albums This Last Night in Sodom Solokarrieren zu verfolgen.
Ball bereitete bald die Veröffentlichung des Soloalbums In Strict Tempo vor, in dem er mit Gavin Friday von den Virgin Prunes und Genesis P. Orridge von Throbbing Gristle zusammenarbeitete. Anschließend widmete er sich zusammen mit dem Produzenten Ingo Vauk und seinem Mitarbeiter Richard Norris elektronischer Tanzmusik, Ball bildete zusammen mit Norris die Technogruppe The Grid, die mit dem Millionenhit Swamp Thing erfolgreich wurde. The Grid spielten auch Remixes von so bedeutenden Künstlern wie Brian Eno, Erasure, Depeche Mode, David Bowie, Happy Mondays, Carter USM, David Sylvian & Robert Fripp, Pet Shop Boys, Boy George, Sophie B. Hawkins und vielen anderen.
1991 fand Soft Cell für drei Stücke auf dem Album Tenement Symphony unter dem Namen Marc Almond Feat. The Grid erneut zusammen. The Grid spielte auch Billie Ray Martins millionenfach verkaufte Single Your Loving Arms. Norris arbeitete mit Joe Strummer von The Clash zusammen, während Ball zusammen mit seinem Partner Ingo Vauk Lieder für Kylie Minogue schrieb und diese auch produzierte. Ball blieb dem Songschreiben, remixen und produzieren von Künstlern wie B-52s, Depeche Mode, Man Parrish, Client, Soft Cell, Jackie Chan treu und arbeitet derzeit mit Andy Smith von Portishead und Misty Woods von JuJu Babies zusammen.
Im Jahr 2003 fand Soft Cell erneut zusammen und veröffentlichte das Album Cruelty Without Beauty, wiederum produziert mit Ingo Vauk.